# 기타큐슈·후쿠오카 대도시권

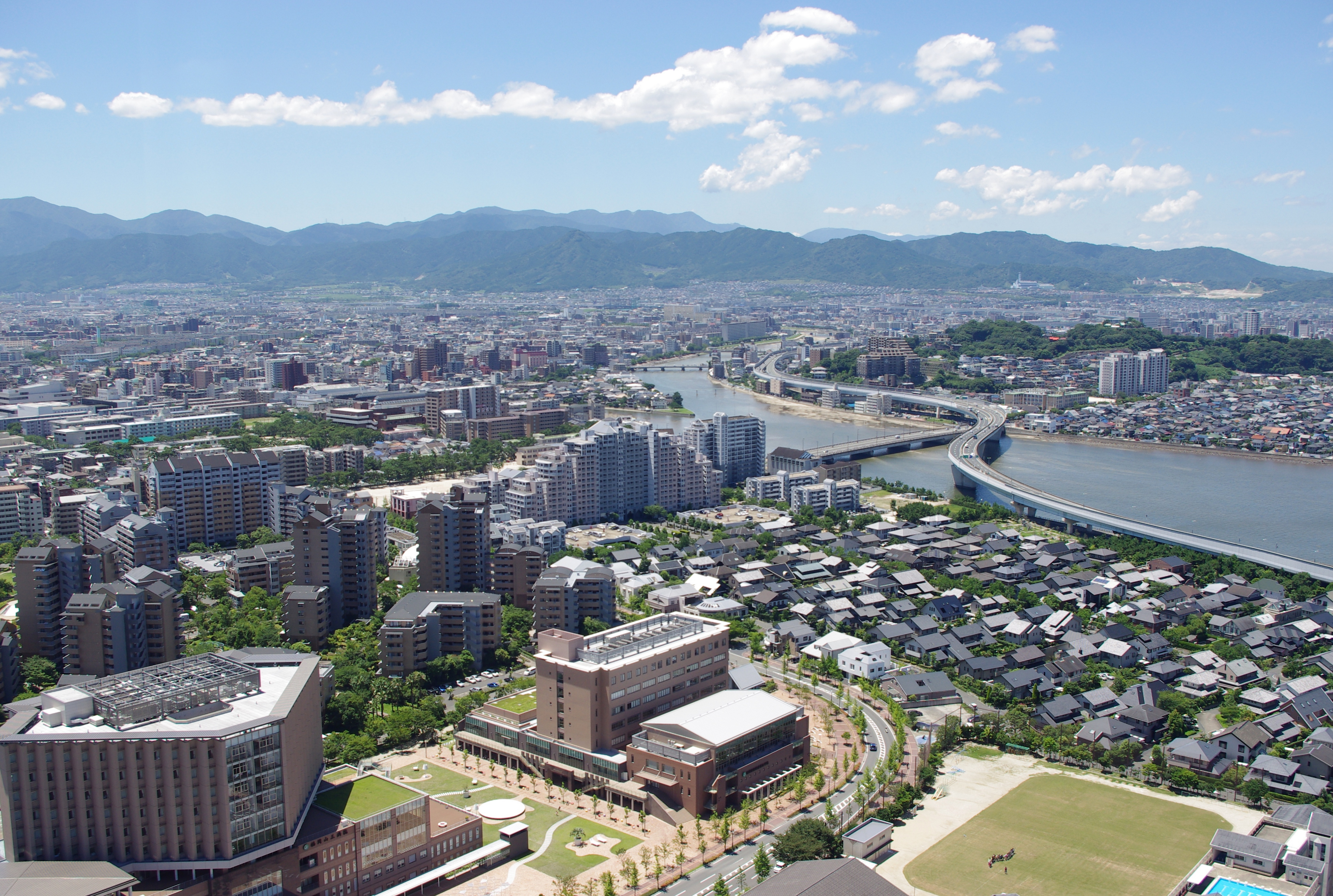

기타큐슈·후쿠오카 대도시권(일본어: 北九州・福岡大都市圏)은 기타큐슈시를 중심으로 하는 기타큐슈 도시권과 후쿠오카시를 중심으로 하는 후쿠오카 도시권을 핵으로 한 복수의 인접 도시권의 집합체를 가리킨다. 후쿠호쿠 대도시권이라고도 한다. 한국으로 치면 광주광역시, 전라남도, 전라북도 고창군 일부를 두루 묶는 범 광주 생활권과 비슷한 포지션이 된다.

## 인접 도시권
후쿠오카시와 기타큐슈시는 각자 독자적인 성립·발달을 거친 도시권을 형성해 왔다. 덴진이라고 불리는 후쿠오카 시의 도심과 코쿠라로 불리는 기타큐슈 시의 도심간의 거리는 약 70킬로미터로, 두 도시권이 서로 겹치는 지역은, 일본의 일반적인 도시권 기준으로 볼 때, 무나카타시, 미야와카시, 후쿠쓰시, 온가군 오카가키정에만 한정된다.

## 후쿠호쿠 제휴
기타큐슈·후쿠오카 대도시권은 총무성에서 사용하는 용어에 해당하므로, 사무국이나 위원회 등의 조직은 없다. 다만 양 도시권을 묶어 대도시권으로 칭하는 것은, 후쿠호쿠 제휴로 불리는 양 도시간의 관계 때문이다.
후쿠오카시와 기타큐슈시는 오래전부터 좋지 않은 관계를 가져와, 1995년까지만해도 정계나 경제계는 거의 교류가 없었다. 하지만 1995년 4월에 후쿠오카지쇼의 에노모토 카즈히코와 젠린의 오오사코 시노부가 두 도시의 경영자를 모은 ‘바이오우 회’(梅鶯会)를 결성하면서 양측의 제휴를 주창하면서 시작되었다. 두 사람은 “경제가 세계화의 영향을 받는 지금, 200만 명 규모의 경제권에서는 대등할 수 없었던 홍콩이나 싱가포르와 같은 규모의 400~500만 명의 경제권으로 성장해 처음으로 아시아의 여러 도시와 경쟁할 수 있다”고 주장했다. 오오사코는 후쿠오카 시와 가까운 후쿠쓰시에 거주했지만, 기타큐슈 지역에서도 잘 알려져 있으므로 이러한 주창이 성과를 얻을 수 있었다.
1998년 5월에는 정치적인 움직임도 나타나, 1년에 2회 정도로 후쿠오카 시와 기타큐슈 시의 시장의 정기적인 회담이 열리게 되었다. 두 도시의 시장은 후쿠호쿠 제휴의 이념을 인정해, 기획·재정·보건복지·환경·정보관리·국제교류 등의 7분야에 대해 연구회를 발족시켰다. 이러한 움직임의 영향을 받아 민간에서도 두 도시간의 제휴나 교류가 진행되어 오고 있다.

### 성과
- JR지쿠호 본선과 사사구리 선을 전철화한 후쿠호쿠유타카 선이 개통.
- 아비스파후쿠오카와 후쿠오카 신도심개발에 젠린이 출자하고, 규슈 전력과 후쿠오카 은행은 기타큐슈의 도심개발에 출자.
- 기타큐슈 시장과 후쿠오카 시장간의 정기회담이 상설화.
- 슈퍼중추항만에 관해 칸몬 항과 하카다 항이 연대하여 신청하는 것에 합의.
- 후쿠호쿠 도수에 합의.

### 실정
- 양 도시권이 겹치는 지역에서는 인구증가가 둔화되고, 후쿠쓰 시 등은 인구가 감소. (2005년의 인구 조사)
- 후쿠오카에서 기타큐슈로 통근·통학하는 인구는 약간 늘었지만, 그 반대는 감소해 전체적으로는 감소하는 경향. (2000년의 인구 조사)
- 전출입 인구가 감소. (2002년~2004년의 조사)
- 신키타큐슈 공항과 신후쿠오카 공항을 둘러싸고 대립.
- 무나카타 시와 후쿠쓰 시는 후쿠오카 시의 영향력이 더 강해지고 있는 반면, 미야와카 시와 온가 군 오카가키 정은 기타큐슈 시의 영향력이 더 강해지는 등 두 도시권이 서로 겹치는 지역에서도 각각 두 도시권으로 양분되는 현상이 점차 강하게 나타나고 있음. (2000년의 일본 총무성의 조사)

## 같이 보기
- 후쿠오카 도시권
- 기타큐슈 도시권